# Prepirenei

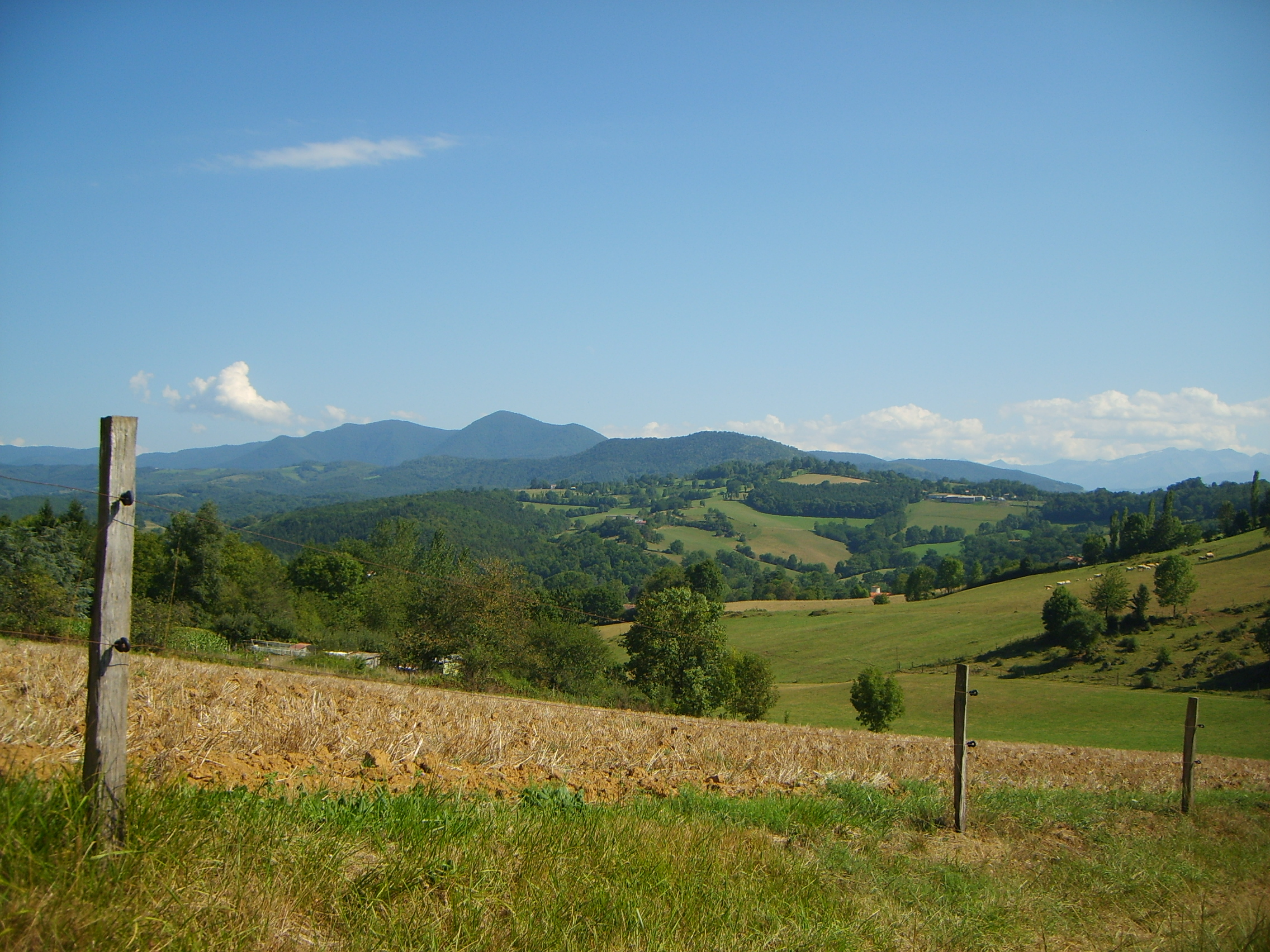
Paesaggio tipico dei Prepirenei francesi, nel Couserans

I Prepirenei o Piemonte pirenaico sono un insieme di alture e rilievi di lieve altitudine situate ai lati della catena principale dei Pirenei, di cui costituiscono un'anticipazione. La loro altitudine raramente supera i 2000 metri sul livello del mare, situandosi in media intorno ai 1000.
Le caratteristiche dei Prepirenei sono diverse sui due lati: a nord, in Francia, i rilievi sono più scoscesi e la larghezza della fascia pre-montana è di circa 50 km, mentre sul lato meridionale, in Spagna, arriva a 100 km.

## Geografia

### Prepirenei francesi
La zona è chiamata in francese Piémont pyrénéen. I principali massicci da ovest a est sono: 
- il massiccio delle Arbailles (1286 m) ;
- il massiccio di Arbas (1610 m) ;
- i Piccoli Pirenei (607 m) ;
- il massiccio dell'Arize (1617 m) ;
- il massiccio del Plantaurel (1014 m) ;
- il massiccio di Tabe (2368 m) ;
- il massiccio delle Corbières (1231 m).

Alcuni massicci possono esserci associati perché geograficamente staccati dalla catena principale. È il caso dei massicci di Lascours (2588 m) e del Montaigu (2339 m) negli Alti Pirenei, o ancora del Plantaurel nell'Ariège.

### Prepirenei spagnoli
In Spagna la zona di bassa montagna è detta Prepirineo in spagnolo, Prepirineus in catalano ou Preperineu in aragonese. Vi si trovano i massicci di:
- Aragona : Sierra de Jaca, la Sierra de Guara, il Montsec d'Estall, etc.
- Catalogna : il massiccio del Montsec d'Ares e del Montsec de Rúbies, la serra de Boumor, la serra de Port del Comte, la serra del Cadí, la serra de Moixeró, la serra de Pedraforca.